# Antoku
 (novembre 2019).
Si vous disposez d'ouvrages ou d'articles de référence ou si vous connaissez des sites web de qualité traitant du thème abordé ici, merci de compléter l'article en donnant les références utiles à sa vérifiabilité et en les liant à la section « Notes et références ».
L'empereur Antoku (安徳天皇, Antoku Tennō) (22 décembre 1178-25 avril 1185) était le 81e empereur du Japon, selon l'ordre traditionnel de la succession, et a régné du 18 mars 1180 au 25 avril 1185. Son nom personnel était « Tokihito » (言仁).

## Biographie

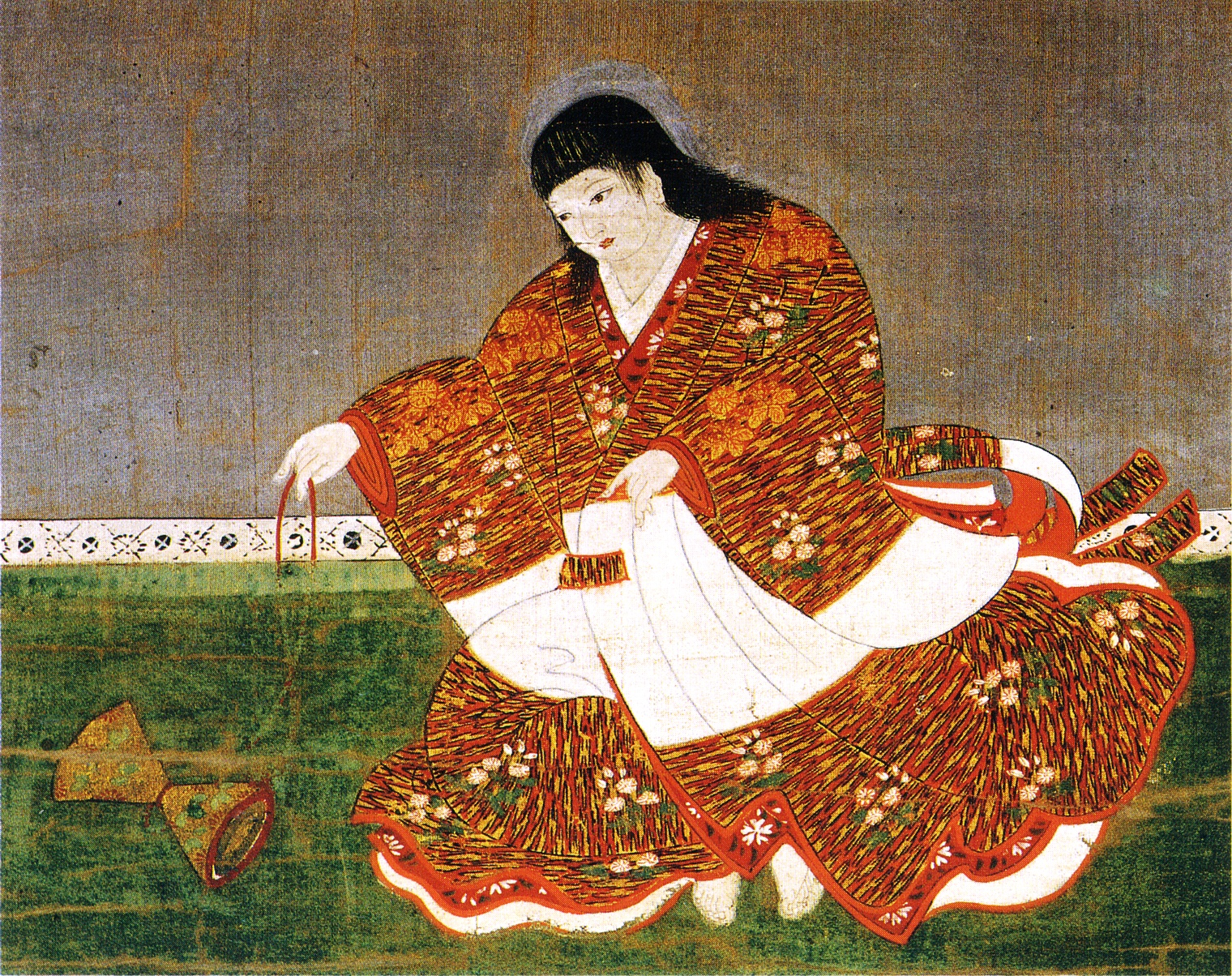
Portrait dit de l'empereur Antoku datant du XVIe siècle.

Nommé héritier impérial à l'âge d'un mois, Antoku devient empereur à l'âge d'un an lorsque son père est forcé d'abdiquer par son grand-père Taira no Kiyomori, qui veut ainsi diriger le Japon en tant que régent non officiel.
Cependant, cette accession au pouvoir est contestée par Mochihito, fils de l'empereur retiré Go-Shirakawa, et l'empire plonge dans une guerre civile appelée guerre de Genpei dès juin 1180.
L'année de son couronnement, la capitale est déplacée à Fukuhara (aujourd'hui Kobe), sur pression de Kiyomori, mais est très vite redéplacée à Kyoto.
En 1183, quand Minamoto no Yoshinaka prend la capitale, le clan Taira fuit avec le jeune empereur, qui abdique en faveur de Go-Toba, et les Trois trésors sacrés sont emmenés à Yashima (aujourd'hui Takamatsu). Vaincus par Minamoto no Yoshitsune à la bataille de Yashima en mars 1185, ils fuient à nouveau vers l'ouest, mais sont vaincus définitivement le 25 avril lors de la bataille navale décisive de Dan-no-ura. De nombreux vaincus se suicident en se jetant à la mer, y compris le jeune Antoku dans les bras de sa grand-mère Taira no Tokiko, la veuve de Kiyomori. Selon Mitsuo Kure, « certains voient dans la mort de ces nobles cultivés et bien élevés le symbole de la fin d'une époque et le commencement d'une autre : celle des seigneurs samouraïs ».
Selon la tradition, les joyaux sacrés, le magatama et l'épée sacrée Kusanagi, deux des trois trésors sacrés du Japon, coulent au fond de la mer avec l'empereur, et bien que les joyaux aient été retrouvés, l'épée fut perdue.
Tokuko, la mère d'Antoku, se jette elle aussi à l'eau, mais, est repêchée (selon le Heike monogatari, elle est tirée par les cheveux à l'aide d'un râteau) et faite prisonnière. Elle se fait ensuite religieuse bouddhiste à Kyoto.

## Site funéraire
Après sa noyade, afin de pleurer le Bodhi, l'Amidaji Goeidō fut construit. Plus tard, Antoku a été enterré dans le Kurume-Suitengu à Kurume, dans l'actuelle préfecture de Fukuoka, et il fut ensuite adoré partout en tant que Mizu-no-kami (水の神, litt. « dieu aquatique » ou « dieu de l'eau »), le dieu de la délivrance facile au Suitengū.
Avec l'établissement du shintoïsme en tant que religion d'État au Japon, l'Amida a été abandonné et le sanctuaire Akama a été établi à Shimonoseki pour célébrer Antoku.

## Postérité
L'histoire de l'empereur Antoku et de la famille de sa mère est devenue le sujet du roman épique connu sous le nom de Heike monogatari (Le Dit des Heike).

## Généalogie
Antoku est le fils et successeur de l'empereur Takakura et de Kenreimon'in Tokuko, seconde fille de Taira no Kiyomori, plus tard connue en tant qu'impératrice douairière Kenrei (建礼門院).

## Ères de son règne
- Ère Jishō
- Ère Yōwa
- Ère Juei